# Cecidomyia carnea
Cecidomyia carnea är en tvåvingeart som först beskrevs av Johann Wilhelm Meigen 1818.  Cecidomyia carnea ingår i släktet Cecidomyia och familjen gallmyggor.
Artens utbredningsområde är Tyskland. Inga underarter finns listade i Catalogue of Life.